# گولوره (نانورو)

گولوره شهری در شهرستان نانورو در استان بولکیمده در بورکینافاسوی غربی مرکزی است جمعیت آن ۱۲۱۶ نفر است.